# Níriti

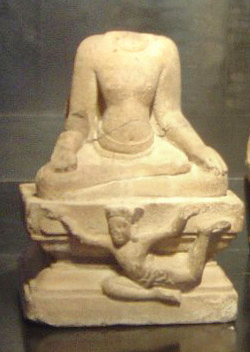
Escultura de Níriti, parte de una serie de ídolos de la cultura cham; que se encuentran en el santuario Mi Sön, provincia Quảng Nam (Vietnam).

En el marco de la primera religión védica (previa al hinduismo), Níṛiti era originalmente una diosa de la muerte y la corrupción, más tarde relacionada con la diosa Deví. Se la menciona por primera vez en el Rig-veda (el texto más antiguo de la India, de mediados del II milenio a. C.).
Varios siglos después, en el Átharva-veda (fines del II milenio a. C.), la diosa Níriti fue la regente del sur.
En el posterior hinduismo, también se convirtió ―posiblemente como dios varón― en uno de los guardianes de las direcciones (dik pala).
Este cambio de género también implicó una unión con Níṛita, el aspecto masculino de esta deidad femenina.

## Nombre y pronunciación
- níṛiti, en el sistema AITS (alfabeto internacional para la transliteración del sánscrito).
- निरृति, en escritura devanagari del sánscrito.
- Pronunciación: /níriti/ o /nír-riti/ (no /nirríti/). La pronunciación involucra tres sílabas: nír−ṛi−ti. En sánscrito, la ṛi se considera una vocal, aunque es la unión de una consonante (r) con una vocal (i).[1]

### Variantes del nombre
Níṛiti se puede ver escrito de varias maneras (generalmente sin el acento en la primera i):
- Niṛiti.
- Nirriti (que puede confundir a un hispanohablante, ya que lo pronunciaría como una erre fuerte en vez de una ere suave).
- Niriti
- Niṛti (que no indica que la letra sánscrita ṛ se pronuncia como una «ri» suave (no «rri»). Un hispanohablante pronunciaría /nirti/ en vez de /níriti/).
- Nirrti (que incorrectamente considera que la vocal sánscrita «ṛ» [una ere con punto debajo, que se pronuncia /ri/] se pronuncia como la consonante doble «rr», tal como un personaje femenino de la serie televisiva Stargate
- Nirrith, que está relacionado con el término masculino nirithá: ‘destrozo’ (según el Rig-veda).
  - ‘destructor’, quizá Rudrá (según el Átharva-veda 6.93.1).
  - nombre de un particular Agní (según el Átharva-veda 12.2.14).
  - otro nombre del Sama-veda (según el anónimo comentador del Unādi —quizá Ujjwala Datta—).

### Etimología[1]
- Nír-ṛiti literalmente significa en sánscrito ‘disolución, destrucción, calamidad, maldad, adversidad’. Según el Rig-veda (1.119.7).
  - nir es una partícula negativa.
  - ṛiti significa ‘prosperidad, felicidad, sendero, movimiento, recuerdo, memoria, protección.

Otra etimología indica que el nombre se deriva del término sánscrito masculino nír-ṛita ‘(el) sin-ley’, de donde surge nír-ṛiti ‘(la) sin-ley’.

## Significado[1]
- Níriti se personifica como la diosa de la muerte y de la corrupción; según el Rig-veda.
- Níriti está relacionada con Mritiú (muerte) y con Arati; según el Rig-veda, el Átharva-veda y el Vayasanei-samjita.
- Níriti se ocupa de atar a los mortales con cuerdas (como se dice que hace la muerte); según el Átharva-veda y los textos brahmana (de la misma antigüedad).
- Níriti es la esposa de Adharma, madre de Bhaia (miedo), Majá Bhaia (‘gran miedo’, terror) y Mritiu (muerte); según el Majábharata (siglo III a. C.).
- Níriti es la hija de Adharma (ateísmo, irreligión) y la diosa Jimsá (violencia), y madre de Bhaia (miedo) y del demonio Naraka; según el Markandeia-purana (siglo III d. C.).
- Níriti es la diosa regente del asterismo (constelación no oficial) Mula; según el astrónomo Varaja Mijira (505-587).

### Otros significados[1]
- níriti (‘podrida’) es el nombre del fondo del universo o las profundidades de la Tierra (como un sitio de putrafacción); según el Átharva-veda, el Satapatha-brahmana y el Vayasanei-samjita. Cuando el demonio Jirania Aksá hundió al mundo, lo enterró en esta lama putrefacta. Para poder hozar ese barro, Visnú adoptó la forma gigantesca de Varaja Avatar (‘jabalí’), que encontró la Tierra mediante su olfato y la volvió a poner en su lugar.
- Níriti: nombre de uno de los dioses Rudrás; según el Majábharata, el Jari-vamsa y varios Puranas.
- Níriti: Nombre de uno de los ocho dioses Vasus; según el Jari-vamsa.
- * Níriti: dios varón que representa a la muerte misma; según el Bhagavata-purana (siglo XI d. C.),
- nairṛtá (/nairitá/): que pertenece a la diosa Níriti o está consagrado a ella; según el Átharva-veda y el Shatápatha-bráhmana
- nairṛtá (/nairitá/): la dirección suroeste, según el Manu-samjita, el Majábharata y Súsruta
- nairṛtá (/nairitá/): que pertenece a los rākṣasas; según el Majábharata
- nairṛtá (/nairitá/): relacionado con la mansión lunar Nairṛta (más conocida como Mula); según el astrónomo Varaja-Mijira.
- Nairitá (nombre masculino): un demonio caníbal raksas, hijo de la diosa de la muerte Níriti; según el Majábharata y el Ramaiana.
- Nairitá: nombre de uno de los loka-pala (‘cuidadores del mundo’), que rige sobre la dirección suroeste; según el Dharma-samgraja (8).
- Nairitá o Nir-ṛiti: nombre de uno de los dioses Rudrá; según el Jari-vamsa.
- Nairitá-kaniá: una niña rākṣasa; según el Ramaiana.
- Nairitá-rash: el rey de los ráksasas; según el Ramaiana.
- nairitás: nombre de una etnia; según el Majábharata
- níriti-grihīta: una persona atacada por la malvada diosa Níriti.